# Amelécourt

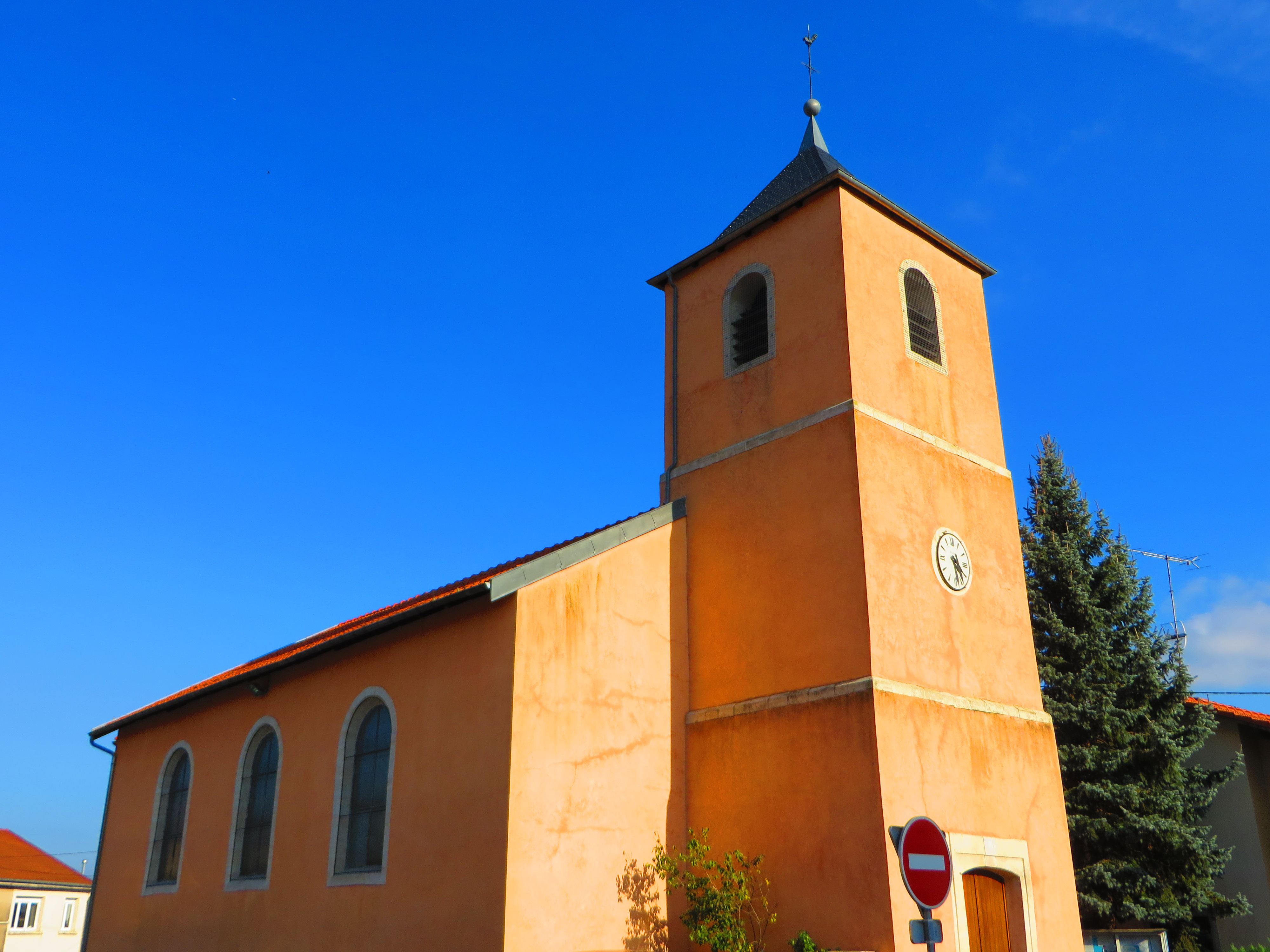
Kirche St. Martin

Amelécourt ist eine französische Gemeinde mit 116 Einwohnern (Stand 1. Januar 2022) im Département Moselle in der Region Grand Est (bis 2015 Lothringen). Sie gehört zum Arrondissement Sarrebourg-Château-Salins, zum Kanton Le Saulnois und zum Kommunalverband Saulnois.

## Geographie
Die Gemeinde Amelécourt liegt in Lothringen unmittelbar nördlich von Château-Salins und etwa 48 Kilometer südöstlich von Metz im Saulnois (Salzgau) auf einer Höhe zwischen 202 und 365 Metern über dem Meer. Das Gemeindegebiet umfasst 7,62 Quadratkilometer.

## Geschichte
Überlieferte Ortsbezeichnungen sind Almerega curtis (777), Almerici curtis (822), Almeri curtis (1106), Americurt (1180), Aumereicort (1277), Amelcorntt, Ammelecourt und Amelcuria (1318).  Der in fränkischer Zeit urkundlich genannte Hof des Almerich (Almerici curtis) stand auf dem Terrain einer früheren gallorömischen Niederlassung, die offenbar mit der Ausbeutung der Saline befasst war. Amelécourt war ursprünglich größer als Château-Salins.
Die Ortschaft gehörte zur Vogtei von Amance, die Teil des Herzogtums Lothringen war. Das Herzogtum Lothringen nutzte die Saline von Amelécourt im 14. und 15. Jahrhundert. Das Schloss wurde im 14. Jahrhundert mit Château-Salins zerstört. Die Saline wurde gegen Ende des 15. Jahrhunderts als Folge des Hundertjährigen Kriegs (1337–1453) geschlossen.
Das Herzogtum Lothringen war seit seiner Gründung als Lotharii Regnum durch Lothar I. mehrmals eigenständig, es gehörte später zum Heiligen Römischen Reich und war vorübergehend auch in französischer Hand. 1738 wurde das Reichsgebiet im Frieden von Wien durch einen Gebietsschacher, der den Polnischen Thronfolgekrieg (1733–1738) beendete, dem polnischen König Stanislaus I. Leszczyński (1677–1766) zugesprochen und fiel nach dessen Tod im Jahr 1766 an Frankreich.
1793 erhielt Amelécourt (als Amelecourt) im Zuge der Französischen Revolution (1789–1799) den Status einer Gemeinde und 1801 (als Ammelécourt) das Recht auf kommunale Selbstverwaltung. Es gehörte von 1801 bis 1871 zum früheren Département Meurthe.
Durch den Frankfurter Frieden vom 10. Mai 1871 kam die Region an das deutsche  Reichsland Elsaß-Lothringen, und das Dorf wurde dem Kreis Château-Salins, Bezirk Lothringen zugeordnet; es hatte Getreide-, Hopfen-, Obst- und Weinbau und viel Wald. Nach dem Ersten Weltkrieg musste die Region aufgrund der Bestimmungen des Versailler Vertrags 1919 an Frankreich abgetreten werden und wurde Teil des Département Moselle. Im Zweiten Weltkrieg war die Region von der deutschen Wehrmacht besetzt.
Amelécourt gehörte als französischsprachige Ortschaft zu den 247 letzten Gemeinden, deren Name am 2. September 1915 eingedeutscht wurde. Der Name wurde in
„Almerichshofen“ geändert und war bis 1918 offizieller Ortsname.

### Demographie
| Jahr      | 1962 | 1968 | 1975 | 1982 | 1990 | 1999 | 2007 | 2019 |
| Einwohner | 115  | 114  | 113  | 119  | 102  | 117  | 141  | 132  |

## Wappen
Das Wappen der Gemeinde stellt den Mantel des Schutzpatrons Martin von Tours als  Gegenteil einer heraldischen Spitze dar, da im Französischen Chape sowohl Pluviale (liturgischer Mantel) als auch „Gegenteil einer heraldischen Spitze“ (heraldischer Mantel) bedeutet. Es ist silbern mit einem roten Wappenschild und einem blauen Chape.